# 永福寺 (易县)
永福寺，俗称喇嘛庙，位于河北省保定市易县梁格庄镇梁格庄村西，是一座藏传佛教格鲁派寺院。永福寺和旁边的梁格庄行宫是清西陵的附属建筑，现由清西陵文物管理处管理。永福寺也是明、清皇家陵寝御用寺庙中唯一一座保存至今者。

## 历史
永福寺为清朝皇家御用寺庙，位于梁格庄行宫的西侧。泰陵建成以后，雍正帝、孝敬宪皇后、敦肃皇贵妃先后葬于泰陵地宫，每年帝、后、妃的忌日，喇嘛均在泰陵西配殿念经，为帝后妃超度，故乾隆帝在西陵兴建永福寺，设喇嘛20多人，供祭陵用。永福寺于乾隆五十二年（1787年）春开工建设，乾隆五十三年（1788年）秋落成。
永福寺是仿清东陵隆福寺而建。乾隆五十四年（1789年）御题《敕建永福寺碑记》记载：“永福寺例隆福寺而建也”。“寺之所以建者，以其地近泰陵，每遇祗谒桥山，先憩于此，斋摄神以夙严对越之敬，亦如隆福之于景陵也。”
永福寺的建筑保留至今。过去永福寺供奉有48尊泥塑佛像，以及不少铜胎佛像，但这些佛像均未保存下来。永福寺作为清西陵的附属建筑，属于全国重点文物保护单位清西陵的一部分。1988年至1995年间，国家拨出专款全面修缮永福寺。1995年5月1日，永福寺正式对外开放。21世纪初，清西陵文物管理处依照《中华人民共和国文物保护法》和《保护世界文化和自然遗产公约》的要求，对世界遗产清西陵进行保护和管理，永福寺、端王陵、崇陵西配殿等维修工程被评为河北省古建维修优质工程。

## 建筑
永福寺依山势兴建，坐北朝南，规模宏伟。整座寺院共有19座建筑，建筑面积4300余平方米，寺院周围有3米高的石围墙共100多米长。自南至北的主要建筑有：
- 双孔石拱桥：是南端第一座建筑。
- 山门（天王殿）：位于石桥以北。殿内原来供奉弥勒佛、接引佛、四大天王等佛像。山门左右各开一个角门与围墙相连。
- 大雄宝殿：位于山门正北。殿内原来供奉三世佛、十八罗汉等佛像。
  - 钟楼、鼓楼：位于大雄宝殿前的小院，院内东为钟楼，西为鼓楼。
- 牌坊：大雄宝殿后面有十八级台阶，登上台阶是一座木石结构的三门四柱牌坊。
- 碑亭：牌坊以北是一座黄琉璃瓦顶的碑亭，内有一通石碑，石碑上刻有乾隆帝御制碑文，记述永福寺兴建缘由及功能。
  - 东、西配殿：位于碑亭左右，殿内原来供奉关帝、观音、善才龙女等佛像。
- 普光明殿：位于碑亭以北。殿内原来供奉药师佛、无量寿佛、八大菩萨等佛像。
- 宝云阁：位于永福寺内最北端，两层，原来分别供奉斗姆、文殊菩萨、观世音菩萨、普贤菩萨。[2]